# Voynichův rukopis

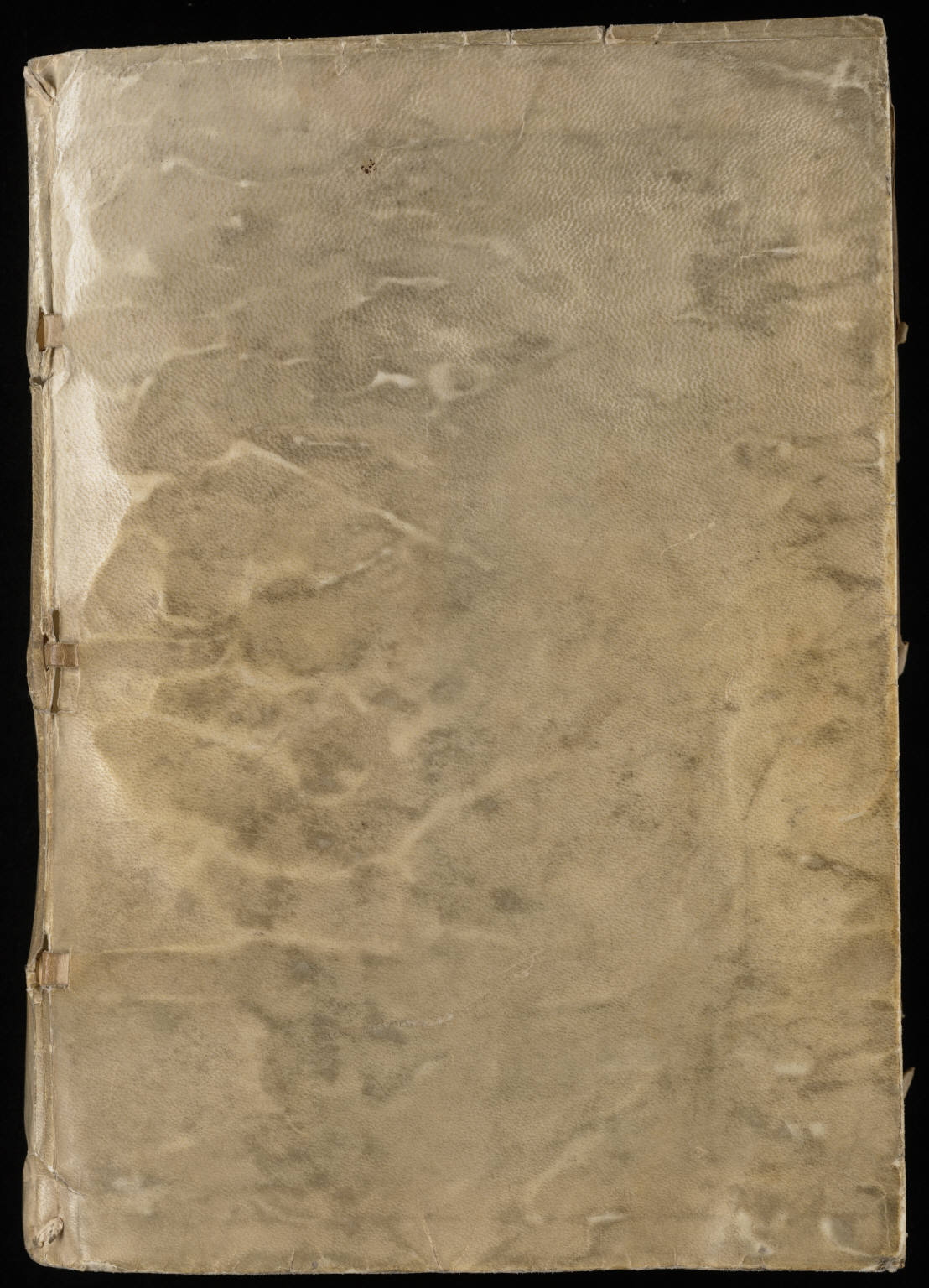
Voynichův rukopis

Voynichův rukopis ([vojnyčův]) je záhadná ilustrovaná kniha, napsaná neznámým písmem v neznámém jazyce. Podle radiokarbonové datace (C14) byl napsán někdy mezi léty 1404–1438. Kniha je pojmenována po Wilfridovi Michaelu Voynichovi (Wojniczovi, Vojničovi), americkém obchodníkovi polsko-litevského původu, jenž rukopis získal v Itálii v roce 1912. Od roku 1969 je text ve vlastnictví Yaleovy univerzity pod označením MS 408.
Rukopis je předmětem zájmu mnoha vědců různých disciplín, především kryptologů. Má souvislost i s českým prostředím (prvními známými vlastníky byli učenci z Prahy), a je dokonce možné, že tu byl i sepsán.

## Popis

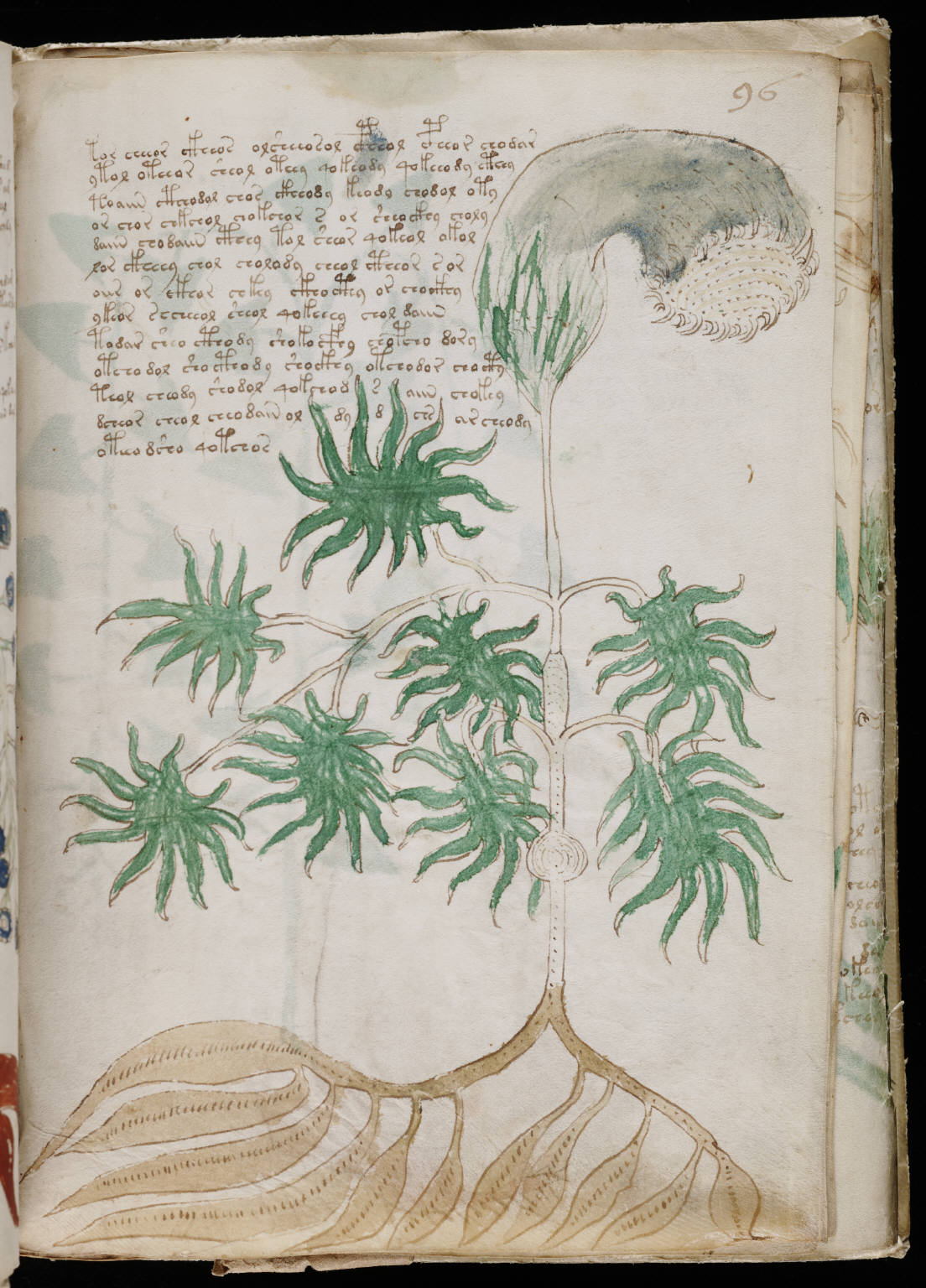
Botanické ilustrace

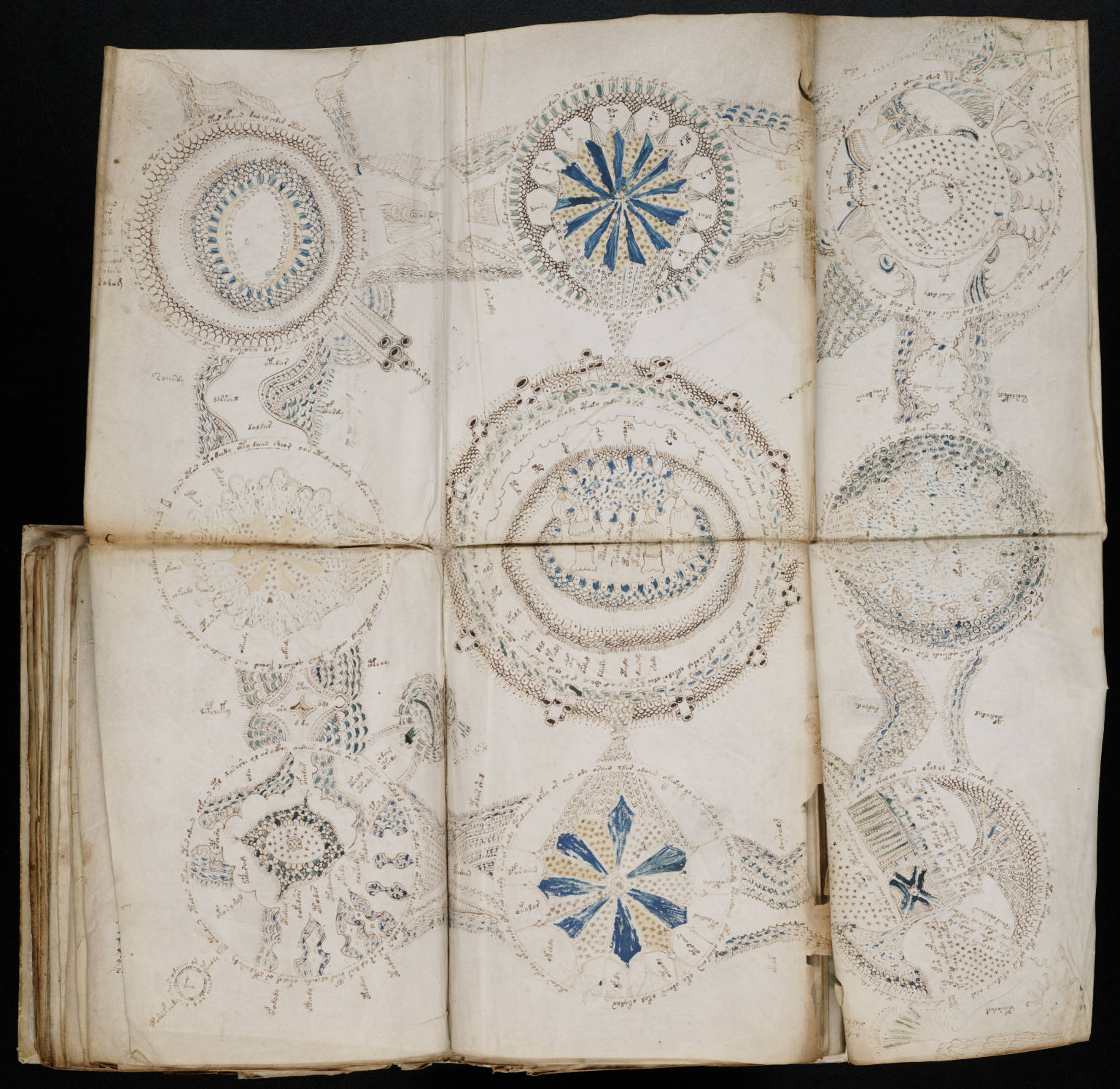
Speciální list rukopisu

Kniha patrně měla asi 272 stran v 17 arších, dochovalo se jich ale jen 240. Text je psán na pergamenu neznámým písmem (o 20–30 znacích s jednoduchou interpunkcí) a neznámým jazykem. Celá kniha má asi 35 000 slov, přičemž jednotlivé znaky po sobě nenásledují náhodně, ale lze v nich vysledovat jisté zákonitosti, což svědčí o existenci pravopisných a gramatických pravidel. Statistická analýza textu svědčí o tom, že pro použitý jazyk platí Zipfův zákon, průměrná délka každého slova je zhruba shodná s latinou a angličtinou. Každopádně jazyk použitý ve Voynichově manuskriptu je zcela odlišný od evropských jazyků, nicméně některé znaky svědčí o podobnosti s jazyky semitskými. Podle ilustrací se kniha dělí na několik částí, je pravděpodobné, že jde o traktát či traktáty z několika oblastí:
- Botanická část. Ilustrace obsahují obrázky běžně vypadajících evropských rostlin. Většina z nich je ale identifikovatelná jen obtížně, některé dodnes nebyly identifikovány.
- Astronomická část. Ilustrace obsahují astronomické diagramy, astrologické diagramy a symboly, náčrty zvěrokruhu. K některým diagramům jsou dopsány názvy měsíců v roce latinkou, a to v románském jazyce, snad v katalánštině či okcitánštině.  Je ale možné, že latinkou psané pasáže byly doplněny až později.[1]
- Biologická část. Ilustrace zobrazují většinou miniatury nahých žen, koupajících se v jakýchsi podivných útvarech, některé z nich připomínají tělesné orgány. Některé z žen mají koruny.
- Kosmologická část. Ilustrace vzdáleně připomínají mapy jakési podivné krajiny či kosmologické náčrtky. Zobrazeny jsou hrady, snad sopky.
- Farmakologická část. Ilustrace zobrazují části rostlin (kořeny, listy). Snad jde o farmaceutické recepty, čemuž může nasvědčovat i to, že text je v této části rozdělen na krátké odstavce.
- Recepty (?). Bez ilustrací, text je rozdělen na krátké odstavce, oddělené odrážkami ve tvaru květu či hvězdy.

## Historie
Text je dosud nerozluštěn, jeho historie je velmi kusá. Jedním ze způsobů, jak určit dobu vzniku knihy, je podle stylu účesů, oděvů a hradů zobrazených na ilustracích; byla použita i radiokarbonová metoda datování. Doba vzniku je tak, jak uvedeno výše, kladena do období let 1404–1438.
Prvním doloženým vlastníkem byl v Praze žijící alchymista Georgius Barschius, žijící na počátku 17. století. Studoval na univerzitě La Sapienza v Itálii, pravděpodobně nebyl katolík. Tento alchymista ale očividně nevěděl, jak knihu rozluštit, protože o ní prohlásil, že mu „jen neužitečně zabírá prostor v knihovně“. Po jeho smrti roku 1662 rukopis získal lékař a rektor Karlovy univerzity, učenec Jan Marcus Marci, který knihu zaslal učenému jezuitovi Athanasiu Kircherovi, odborníku na koptštinu. Není známo, jaké informace Kircher o manuskriptu zjistil. Rukopis byl uložen v knihovně Papežské univerzity Gregoriany.
Po následujících 200 let o knize nejsou žádné záznamy, nese však ex libris jezuitského učence Petera Jana Beckxe (1795–1887), kromě jiného rektora zmíněné univerzity, což může svědčit o tom, že se kniha přesunula do jeho soukromé knihovny, z níž ji v roce 1866 vykoupil jezuitský řád.
V roce 1912 byla kniha odkoupena již zmiňovaným knihkupcem Voynichem, po jehož smrti ji zdědila jeho manželka, která zemřela v roce 1960 a odkázala manuskript své přítelkyni Anne Nillové. Ta ho v roce 1961 prodala antikváři Hansi Krausovi, jenž ho v roce 1969 prodal Yaleově univerzitě.

## Autor
Autor manuskriptu není znám, přestože o něm existuje mnoho dohadů. Podle Jana Marka Marciho se rukopis vyskytoval na dvoře Rudolfa II., který věřil, že jeho autorem je anglický teolog a badatel Roger Bacon (1214–1294). Není vyloučeno, že Rudolfu II. rukopis dal alchymista John Dee či jeho známější kolega a spolupracovník Edward Kelley, který je kromě jiného prvním, kdo zaznamenal enochiánštinu, údajný jazyk andělů. Edit Sherwoodová například uváděla jako autora dokonce Leonarda da Vinci, tato teorie však nyní odporuje zjištěným skutečnostem, mimo jiné proto, že da Vinci byl levák, kdežto text psal pravák. Autorství da Vinciho také vylučuje radiokarbonová datace, kladoucí vznik manuskriptu do let 1404–1438 a vylučující tak i jiné domnělé autory. Český záhadolog Arnošt Vašíček považuje za autora Angela z Florencie, což byl důvěrník Lucemburků, jenž se zajímal o botaniku a astrologii.
Další teorií je, že Voynichův manuskript je podvrh beze smyslu, vytvořený jedním z majitelů.
Fotografická kopie první strany rukopisu od Voyniche ukazuje latinkou psanou poznámku, která byla později vymazána. Text může být čten jako jméno Jacobj à Tepenecz, což by mohlo odkazovat k osobě lékaře Jakuba Horčického z Tepence, známějšího pod jménem Jacobus Sinapius, osobního lékaře Rudolfa II. a správce jeho botanické zahrady. Voynich se ale domníval, že Horčický nebyl autorem Voynichova manuskriptu, ale pouze jeho vlastníkem. Barschovy dopisy naznačují, že autorem rukopisu byl orientalista Andreas Mueller a že jde o nesrozumitelný podvrh. Právník Rafael Soběhrd Mnišovský, přítel Jana Marka Marciho, v roce 1618 tvrdil, že objevil nerozluštitelnou šifru, což může vést k domněnce, že Rafael Mnišovský napsal Voynichův manuskript jako názorný příklad této své šifry. Pro tuto teorii není žádný důkaz, nicméně některé skutečnosti mohou naznačovat, že Mnišovského z podvrhu podezříval již Marci.
Amatérský kryptograf Leonell Strong se domníval, že Voynichův manuskript je „zvláštní dvojitý systém aritmetických postupů s mnohonásobnou abecedou“ a že text napsal anglický botanik Anthony Ascham.
Programátor Nick Pelling přišel s teorií, že autorem je italský architekt Filarete, že se jedná o jedno z jeho děl z oblasti inženýrství a že byl určen Osmanským Turkům. Jeho teorie je ale založena spíše na podružných indiciích.
H. R. SantaColoma publikoval teorii, podle níž Voynichův manuskript souvisí s počátkem vynálezu mikroskopu, jeho autorem je podle této teorie holandský vynálezce a přední alchymista na dvoře Rudolfa II. Cornelius Drebbel.
Kryptolog amerického námořnictva Prescott Currier přišel s teorií, že Voynichův manuskript je dílem dvou či více autorů, z nichž každý užíval jiný dialekt, jazyk či pravopis, nicméně používali stejné písmo.

## Obsah rukopisu
Stejně jako u teorií o autorovi rukopisu je mnoho teorií o jeho obsahu a účelu.
Na první pohled by se mohlo jednat o středověký lékopis. Jiné tvrzení hovoří pro soupis zakázaných rostlin pozdního středověku.
První část je zcela nepochybně herbář, ale jen několik rostlin může být zcela určitě identifikováno. Brumbaugh věřil, že jedna z ilustrací zobrazuje slunečnici, tedy rostlinu, vyskytující se v Americe, která tehdy ještě nebyla známa. Měřítko udávající velikost kresby však není jasné, stejně tak může jít o kopretinu, heřmánek či téměř jakoukoli jinou rostlinu z čeledi hvězdnicovitých. Tato biologická tematika by sice mohla souviset s alchymistickým obsahem, ovšem alchymistické knihy obvykle obsahují speciální symboly a určitý tradiční okruh obrazců, které se ve Voynichově manuskriptu nevyskytují.
Expert na herbáře Sergio Toresella tvrdí, že šlo o tzv. alchymistický herbář – knihu, kterou užívali šarlatáni k oklamání zákazníků, aby působili dojmem odborníka. Tyto herbáře ale většinou byly psány obvyklým jazykem (zpravidla italsky) a běžnou abecedou, šlo by tedy o alchymistický herbář silně netypický.
Je také možné, že by šlo o astronomický či astrologický text či kombinaci, jakýsi sborník traktátů z různých oborů (o čemž svědčí široký okruh témat ilustrací).

## Jazyk manuskriptu

Tajemné písmo rukopisu

Téměř stejné množství teorií je o jazyku, jímž je text napsán. Mnoho teorií tvrdí, že jde o falzum bez obsahu a smyslu.
Kryptografové americké NSA, pracující s rukopisem v padesátých letech, se přikláněli k názoru, že jde o složitou šifru, využívající polyalfabetickou substituční šifru, které byly v té době oblíbené. Krom toho Roger Bacon, jeden z možných autorů manuskriptu, byl odborníkem na šifry. V předpokládané době napsání byl mezi evropskými vzdělanci o šifry mimořádný zájem. Proti této teorii hovoří fakt, že manuskript dodržuje Zipfův zákon, což u většiny šifer není možné.
James Finn v knize Pandora's Hope (2004) tvrdí, že jde o vizuálně zakódovanou hebrejštinu. Jakmile jednou, podle této teorie, bude manuskript přesně přepsán s použitím tzv. European Voynich Alphabet, tedy evropské Voynichovy abecedy, bude možno mnoho slov číst jako hebrejštinu. Tomu odpovídá i nález, který udělala umělá inteligence mezi 400 jazyky a zjistila největší podobnost s hebrejštinou.
Jeden z prvních pokusů o rozluštění rukopisu z roku 1921, vedený Williamem Newboldem z Pensylvánské univerzity, tvrdí, že viditelný text je sám o sobě nesmyslný, ale smysl mu dodávají při zvětšení patrné drobné značky, založené na starobylém řeckém těsnopisu.
Další teorií je, že manuskript je zaznamenán pomocí steganografie, tj. text je nesmyslný sám o sobě, byť význam nesou určité detaily (například druhé písmeno každého slova, počet písmen v řádku a podobně). Některé teorie naznačují, že by se mohlo jednat o Cardanovu mřížku.
Jazykovědec Jacques Guy tvrdí, že Voynichův manuskript je psán exotickým, avšak přirozeným jazykem, ovšem umělou abecedou. Slovní struktura je dle něj podobná sinotibetským jazykům, austroasijským jazykům a tajským jazykům.
Teorie o tom, že jde o živý orientální jazyk, zapisovaný novým písmem, je poměrně pravděpodobná. Tehdejší cestovatelé (zejména misionáři) cestující do Asie totiž považovali tamní písma za příliš složitá, což vedlo k tomu, že se mnohdy pokoušeli vytvořit pro daný jazyk nové, fonetické písmo, většinou založené na latince, byť to není pravidlem. Autorem by pak mohl být evropský misionář žijící v Asii (což by mohlo souviset s tím, že text byl dlouhou dobu v držení jezuitského řádu, který se misií hojně zúčastňoval) či naopak v Evropě žijící Asiat, vychovaný nějakou misií. Hlavním argumentem pro tuto teorii jsou statistické výzkumy textu (zjevná absence některých jevů typických pro evropské jazyky, jako jsou členy, dále výsledky statistických výzkumů vykazují značnou podobnost s obdobnými výsledky na čínštině). Dále pro tuto teorii mohou mluvit dva velké červené symboly na titulní straně (podobný zvyk existoval v Číně) a některé astronomické obrazce, které údajně obsahují prvky typické pro čínský kalendář.
V roce 2003 oznámil Zbigniew Banasik, že text je psán mandžusky a navrhl přepis titulní strany do latinky s překladem mandžuských slov do angličtiny. Jeho doslovný překlad není příliš srozumitelný, avšak zdá se, že jde o prolog a začátek jakéhosi lékařského receptáře.
Další teorie hovoří o možné glosolálii (tedy mluvení či psaní nesrozumitelným jazykem), kresbě provedené spiritistickým médiem (stává se, že médium napíše text v neznámém písmu).
Leo Levitov tvrdí, že jde o umělý jazyk, vzniklý kombinací staré vlámštiny, staré francouzštiny a staré hornoněmčiny. Jde dle něj o liturgickou příručku sekty albigenských.
Švýcarský skladatel Hanspeter Kyburz četl Voynichův manuskript jako hudební záznam a založil na něm jedno ze svých hudebních děl.
Roku 2014 profesor Stephen Bax pravděpodobně dekódoval 14 symbolů písma (přepis: k, y, d, r, m, n, sh, s, o, a, in, iin, e, ee).
Roku 2014 se objevila teorie Arthura Tuckera a Rexforda Talberta, kteří opírají svoje tvrzení o Aztéky a jazyk nahuatl.
Na konci léta 2016 přišla se smělým prohlášením o částečném rozluštění textu Češka z Nové Paky Irena Hanzíková. Rukopis sama označuje jako „knihu života“. Všechny stránky, které se jí údajně podařilo přeložit (konkrétně se má jednat o stránky od 16 r do 49 v), už byly dokonce opatřeny notářským zápisem. Podle Hanzíkové je text napsán staročeštinou a šifra, kterou je zakódován, se průběžně mění. Konkrétní postup dekódování však odmítá prozradit, jako důkaz překladu zveřejňuje jen úryvky, např. začátek jedné věty ze strany 49: „Vedle cti doutná zlomyslnost, prospěch má sestru zradu, cílem je poznat svět, přesto svítit do tmy...“ V červnu 2017 pak po přeložení už zhruba třetiny textu přišla s tvrzením, že autorem rukopisu je moravský šlechtic Jiří III. z Lichtenštejna, původem z Mikulova. Ten žil v letech 1360 až 1419, v roce 1390 se stal biskupem ve městě Tridentu.